# Louisa James
Louisa James (Reino Unido, 5 de julio de 1994) es una atleta británica especializada en la prueba de lanzamiento de martillo, en la que consiguió ser campeona mundial juvenil en 2011.

## Carrera deportiva
En el Campeonato Mundial Juvenil de Atletismo de 2011 ganó la medalla de oro en el lanzamiento de martillo, llegando hasta los 57.13 metros que fue su mejor marca personal, superando a la polaca Malwina Kopron (plata con 57.03 metros) y a la rumana Roxana Perie (bronce con 56.75 metros).